# Mastiff alpin
Mastiff alpin est une race de chien éteinte originaire de Suisse. Il est l'ancêtre du Saint-bernard. C'est un molossoïde.